# Liste von VDI-Richtlinien
Anmerkung: Die Liste erhebt keinen Anspruch auf Vollständigkeit oder Aktualität.
Die nachfolgende nach Nummern sortierte Liste enthält Informationen über bestehende, zurückgezogene und im Entwurf befindliche VDI-Richtlinien.

## VDI-Richtlinien

### VDI 1000 – VDI 1999
- VDI 1000 VDI-Richtlinienarbeit – Grundsätze und Anleitungen[1]

### VDI 2000 – VDI 2999
- VDI 2001 Formteile aus Duroplasten (zurückgezogen 1996–09)
- VDI 2003 Spanende Bearbeitung von Kunststoffen
- VDI 2004 Preßstoff-Walzenzapfenlager (zurückgezogen)

- VDI 2008 Das Umformen von Halbzeug
  - Blatt 1: aus thermoplastischen Kunststoffen; Grundlagen (zurückgezogen 1983–11)
  - Blatt 2: aus PVC hart (Polyvinylchlorid hart) (zurückgezogen 1991–11)
  - Blatt 3: aus PP (Polypropylen) und PE (Polyäthylen) (zurückgezogen 1991–11)

- VDI 2010 Faserverstärkte Reaktionsharzformstoffe
  - Blatt 1: Grundlagen, Verstärkungsfasern und Zusatzstoffe (zurückgezogen 1996–09)
  - Blatt 2: Ungesättigte Polyesterharze (UP-Harze) (zurückgezogen 1996–09)
  - Blatt 3: Epoxidharze (EP-Harze) (zurückgezogen 1996–09)

- VDI 2011 Faserverstärkte Reaktionsharzformstoffe; Verarbeitungsverfahren (zurückgezogen 1996–09)
- VDI 2012 Gestalten von Werkstücken aus GFK (glasfaserverstärkte Kunststoffe) (zurückgezogen 1996–09)

- VDI 2013 Dimensionierung von Bauteilen
  - Blatt 1: aus GFK (Glasfaserverstärkte Kunststoffe) (zurückgezogen 1996–09)

- VDI 2014 Entwicklung von Bauteilen aus Faser-Kunststoff-Verbund
  - Blatt 1: Grundlagen
  - Blatt 2: Konzeption und Gestaltung
  - Blatt 3: Berechnungen
- VDI 2018 Rotationsformen (zurückgezogen 1996–09)
- VDI 2019 Prüfung der Haftung von thermoplastischen Elastomeren (TPE) an Substraten
  - Blatt 1: Spritzgegossene Substrate
- VDI 2020 Kunststoff-Werkstoffe; Erstellen von Werkstoffblättern und Hinweise für ihre Anwendung (zurückgezogen 1987–12)
- VDI 2021 Temperatur-Zeit-Verhalten von Kunststoffen; Grundlagen (zurückgezogen 1987–12)

- VDI 2027 Vorrichtungen
  -     - Blatt 6.24: Flachschleifmaschinen (zurückgezogen 1991–11)

- VDI 2029 Preßpassungen in der Feinwerktechnik (zurückgezogen 1995–03)
- VDI 2031 Feinheitsbestimmungen an technischen Stäuben
- VDI 2035 Vermeidung von Schäden in Warmwasser-Heizungsanlagen
  - Blatt 1: Steinbildung in Trinkwassererwärmungs- und Warmwasser-Heizungsanlagen
  - Blatt 2: Wasserseitige Korrosion
  - Blatt 3: Abgasseitige Korrosion
- VDI 2036 Gebäudetechnische Anlagen mit Fernwärme
- VDI 2038 Gebrauchstauglichkeit von Bauwerken bei dynamischen Einwirkungen – Untersuchungsmethoden und Beurteilungsverfahren der Baudynamik
  - Blatt 1: Grundlagen – Methoden, Vorgehensweisen und Einwirkungen
  - Blatt 2: Schwingungen und Erschütterungen – Prognose, Messung, Beurteilung und Minderung
  - Blatt 3: Sekundärer Luftschall – Grundlagen, Prognose, Messung, Beurteilung und Minderung
- VDI 2044 Abnahme- und Leistungsversuche an Ventilatoren (VDI-Ventilatorregeln)
- VDI 2045 Abnahme- und Leistungsversuche an Verdichtern (VDI-Verdichterregeln)
  - Blatt 1: Versuchsdurchführung und Garantievergleich
  - Blatt 2: Grundlagen und Beispiele
  - Blatt 3: Thermische Stoffwerte (zurückgezogen 1979–04)
- VDI 2046 Sicherheitstechnische Richtlinien für den Betrieb von Industrieöfen mit Schutz- und Reaktionsgasatmosphäre (zurückgezogen 1999–03)
- VDI 2047 Kühltürme; Begriffe und Definitionen
  - Blatt 2: Rückkühlwerke; Sicherstellung des hygienegerechten Betriebs von Verdunstungskühlanlagen (VDI-Kühlturmregeln)
- VDI 2048 Messunsicherheiten bei Abnahmemessungen an energie- und kraftwerkstechnischen Anlagen
  - Blatt 1: Grundlagen
  - Blatt 2: Beispiele, insbesondere Retrofitmaßnahmen
  - Blatt 3: Beispiele, insbesondere Vorbereitung der Abnahme einer Kombi-Anlage
- VDI 2049 Wärmetechnische Abnahme- und Leistungsversuche an Trockenkühltürmen (zurückgezogen 2011–10)
- VDI 2050: Anforderungen an Technikzentralen
  - Blatt 1: Technische Grundlagen für Planung und Ausführung
  - Blatt 2: Sanitärtechnik
  - Blatt 4: Raumlufttechnik
  - Blatt 5: Elektrotechnik
- VDI 2051 Raumlufttechnik in Laboratorien (zurückgezogen 1993–03)
- VDI 2052 Raumlufttechnische Anlagen für Küchen
- VDI 2053 Raumlufttechnische Anlagen für Garagen
- VDI 2054 Raumlufttechnische Anlagen für Datenverarbeitung
- VDI 2055 Wärme- und Kälteschutz von betriebstechnischen Anlagen in der Industrie und in der Technischen Gebäudeausrüstung
  - Blatt 1: Berechnungsgrundlagen
  - Blatt 2: Technische Grundlagen der Überprüfung der Eigenschaften von Dämmstoffen (Entwurf 2011–08)
  - Blatt 3: Technische Grundlagen zur Überprüfung der wärmetechnischen Eigenschaften von Dämmsystemen, Ermittlung von Gesamtwärmeverlusten
- VDI 2056 Beurteilungsmaßstäbe für mechanische Schwingungen von Maschinen (zurückgezogen 1997–07)
- VDI 2057 Einwirkung mechanischer Schwingungen auf den Menschen
  - Blatt 1: Ganzkörper-Schwingungen
  - Blatt 2: Hand-Arm Schwingungen
  - Blatt 3: Ganzkörperschwingungen an Arbeitsplätzen in Gebäuden
- VDI 2058 Beurteilung von Lärm
  - Blatt 1: Arbeitslärm in der Nachbarschaft (zurückgezogen 1999–03)
  - Blatt 2: Hinsichtlich Gehörgefährdung
  - Blatt 3: Am Arbeitsplatz unter Berücksichtigung unterschiedlicher Tätigkeiten
- VDI 2061 Bauelemente zur Reduzierung von Stoßwirkungen – Stoßreduzierelemente
- VDI 2062 Schwingungsisolierung
  - Blatt 1: Begriffe und Methoden
  - Blatt 2: Schwingungsisolierelemente
- VDI 2064 Aktive Schwingungsisolierung
- VDI 2066 Messen von Partikeln – Staubmessung in strömenden Gasen
  - Blatt 1: Gravimetrische Bestimmung der Staubbeladung
  -  Blatt 2: Filterkopfgeräte (4 m3/h, 12 m3/h) (zurückgezogen 2011–06)
  -  Blatt 3: Filterkopfgeräte (40 m3/h) (zurückgezogen 2011–06)
  -  Blatt 4: Bestimmung der Staubbeladung durch kontinuierliches Messen der optischen Transmission (zurückgezogen 2006–03)
  - Blatt 5: Fraktionierende Staubmessung nach dem Impaktionsverfahren – Kaskadenimpaktor
  -  Blatt 6: Bestimmung der Staubbeladung durch kontinuierliches Messen des Streulichtes mit dem Photometer KTN (zurückgezogen 2006–03)
  -  Blatt 7: Gravimetrische Bestimmung geringer Staubgehalte; Planfilterkopfgeräte (zurückgezogen 2006–11)
  - Blatt 8: Messung der Rußzahl an Feuerungsanlagen für Heizöl EL
  - Blatt 10: Messung der Emissionen von PM10 und PM2,5 an geführten Quellen nach dem Impaktionsverfahren
- VDI 2067 Wirtschaftlichkeit gebäudetechnischer Anlagen
- VDI 2069 Verhindern des Einfrierens von wasserführenden Leitungen
- VDI 2070 Betriebswassermanagement für Gebäude und Liegenschaften (Entwurf 2011–06)
- VDI 2071 Wärmerückgewinnung in Raumlufttechnischen Anlagen (zurückgezogen 2013–04, Nachfolgedokument VDI 3803-5)
- VDI 2073 Hydraulische Schaltungen in Heiz- und Raumlufttechnischen Anlagen
- VDI 2074 Recycling in der Technischen Gebäudeausrüstung
- VDI 2075 Eissportanlagen – Technische Gebäudeausrüstung
- VDI 2077 Verbrauchskostenabrechnung
  - Blatt 2: Wasserversorgungssysteme
  - Blatt 3: Wärme und Warmwasserversorgungsanlagen
    - Blatt 3.1: Ermittlung der umlagefähigen Wärmeerzeugungskosten von KWK-Anlagen
    - Blatt 3.2: Kostenaufteilung in verbundenen Anlagen
- VDI 2078 Kühllastberechnung
- VDI 2081 Geräuscherzeugung und Lärmminderung in Raumlufttechnischen Anlagen
  - Blatt 1: Geräuscherzeugung und Lärmminderung in Raumlufttechnischen Anlagen
  - Blatt 2: Beispiele
- VDI 2082 Raumlufttechnische Anlagen für Verkaufsstätten
- VDI 2083 Reinraumtechnik
  - Blatt 1: Partikelreinheitsklassen der Luft
  - Blatt 3: Messtechnik in der Reinraumluft
  - Blatt 4: Planung, Bau- und Erst-Inbetriebnahme von Reinräumen
  - Blatt 5: Betrieb von Reinräumen
  - Blatt 7: Reinheit von Prozessmedien
  - Blatt 8: Molekulare Verunreinigung der Reinraumluft (AMC)
  - Blatt 9: Reinheitstauglichkeit und Oberflächenreinheit
  - Blatt 10: Reinstmedien-Versorgungssysteme
  - Blatt 11: Qualitätssicherung
  - Blatt 12: Sicherheits- und Umweltschutzaaspekte
  - Blatt 13.1: Qualität, Erzeugung und Verteilung von Reinstwasser – Grundlagen
  - Blatt 13.2: Qualität, Erzeugung und Verteilung von Reinstwasser – Mikroelektronikund andere technische Anwendungen
  - Blatt 13.3:  Qualität, Erzeugung und Verteilung von Reinstwasser – Pharmazie und andere Live-Science-Anwendungen
  - Blatt 14: Molekulare Verunreinigung aus der Reinraumluft (AMC) (Entwurf)
  - Blatt 15: Personal am reinen Arbeitsplatz
  - Blatt 16: Barrieresysteme
  - Blatt 16.1: Barrieresysteme
  - Blatt 17: Reinheitstauglichkeit von Werkstoffen
  - Blatt 18: Biokontaminationskontrolle
- VDI 2086 Raumlufttechnische Anlagen für Druckereien Tiefdruckbetriebe
- VDI 2087 Luftleitsysteme – Bemessungsgrundlagen
- VDI 2089 Technische Gebäudeausrüstung von Schwimmbädern
- VDI 2090 Messen von Immissionen – Bestimmung der Disposition von schwerflüchtigen Organischen Substanzen
- VDI 2094 Emissionsminderung Zementwerke
- VDI 2095
  - Blatt 1: Emissionsminderung; Behandlung von mineralischen Bau- und Abbruchabfällen; Stationäre und mobile Bauschuttaufbereitungsanlagen
  - Blatt 2: Emissionsminderung; Lagerung, Umschlag und Behandlung von gemischten Bau- und Abbruchabfällen (auch gemeinsam mit Sperrmüll, sowie Gewerbeabfällen)
  - Blatt 3: Emissionsminderung; Abfallbehandlung; Anlagen zur Behandlung von Abfallgemischen aus der haushaltsnahen Wertstofferfassung und von gemischten Gewerbeabfällen
- VDI 2096 Emissionsarme Kehrmaschinen
- VDI 2099 Staubauswurf; Eisenhüttenwerke; Hochöfen (zurückgezogen 1990–06)
- VDI 2100 Auswurfbegrenzung; Kokereien und Gaswerke; Sieb-, Brech- und Mahlanlagen (zurückgezogen 1990–06)
- VDI 2101 Auswurfbegrenzung; Kupfererzhütten (zurückgezogen 1990–06)
- VDI 2102 Emissionsminderung; Kupferschrotthütten und Kupferraffinerien (zurückgezogen 1998–06)
- VDI 2102 Emissionsminderung
  - Blatt 1: Sekundärkupferhütten
  - Blatt 2: Kupfer- und Kupferlegierungsschmelzanlagen
- VDI 2110 Auswurfbegrenzung; Schwefeldioxid; Koksofen-Abgase (zurückgezogen 1990–06)
- VDI 2111 Staubauswurfbegrenzung bei der Herstellung von Calciumcarbid (zurückgezogen 1988–12)
- VDI 2166 Planung elektrischer Anlagen in Gebäuden
- VDI 2221 Entwicklung technischer Produkte und Systeme
  - Blatt 1: Modell der Produktentwicklung
  - Blatt 2: Gestaltung individueller Produktentwicklungsprozesse
- VDI 2222 Konstruktionsmethodik
  - Blatt 1: Methodisches Entwickeln von Lösungsprinzipien
  - Blatt 2: Erstellung und Anwendung von Konstruktionskatalogen
- VDI 2223 Methodisches Entwerfen technischer Produkte
- VDI 2225 Konstruktionsmethodik – Technisch-wirtschaftliches Konstruieren
- VDI 2230 Systematische Berechnung hochbeanspruchter Schraubenverbindungen
  - Blatt 1: Zylindrische Einschraubenverbindungen
  - Blatt 2: Mehrschraubenverbindungen
- VDI 2234 Wirtschaftliche Grundlagen für den Konstrukteur
- VDI 2235 Wirtschaftliche Entscheidungen beim Konstruieren; Methoden und Hilfen
- VDI 2242 Konstruieren ergonomischer Erzeugnisse
- VDI 2244 Konstruieren sicherheitsgerechter Erzeugnisse
- VDI 2249 Informationsverarbeitung in der Produktentwicklung
- VDI 2260 Technische Gewährleistung für Gasreinigungsanlagen; Partikel- und gasförmige Stoffe (zurückgezogen 2019–02)
- VDI 2264 Inbetriebnahme, Betrieb und Instandhaltung von Abscheideanlagen zur Abtrennung gasförmiger und partikelförmiger Stoffe aus Gasströmen

- VDI 2266 Messung der Staubkonzentration am Arbeitsplatz; Messung der Teilchenzahl
  - Blatt 1: Messen mit dem Thermalpräzipitator (zurückgezogen 2009–10)
  - Blatt 2: Messen mit dem Konimeter (zurückgezogen 2010–08)
  - Blatt 3: Messen unter Benutzung von Membranfiltern (zurückgezogen 2007–09)

- VDI 2270 Adjektivbildungen mit ...los und ...frei; Sprachlicher Ausdruck für die Abwesenheit (zurückgezogen 1999–07)
- VDI 2271 Wörter auf -ung; Sprachlicher Ausdruck für ablaufende und abgeschlossene Vorgänge (zurückgezogen 1999–07)
- VDI 2272 Der Bindestrich; Schriftzeichen bei Wortzusammensetzungen (zurückgezogen 1999–07)
- VDI 2273 Adjektivbildungen mit -bar, -haft, -lich und -sam (zurückgezogen 1999–07)
- VDI 2274 Verben auf -ieren, -isieren und -fizieren; Endungen zum Eindeutschen von Fremdverben (zurückgezogen 1999–07)
- VDI 2275 Wörter auf - er; Täterbezeichnungen, Gerätebezeichnungen (zurückgezogen 1999–07)
- VDI 2276 Verben mit den Vorsilben be-, ent-, er-, ge-, miß-, ver- und zer- (zurückgezogen 1999–07)
- VDI 2277 Erweiterte Verben (zurückgezogen 1999–07)
- VDI 2278 Benennungen durch Personennamen (zurückgezogen 1999–07)
- VDI 2280 Ableitbedingungen für organische Lösemittel
- VDI 2283 Emissionsminderung – Aufbereitungsanlagen für Asphaltmischgut (Asphaltmischanlagen)
- VDI 2286
  - Blatt 1: Emissionsminderung; Aluminiumschmelzflusselektrolyse
  - Blatt 2: Emissionsminderung; Aluminiumschmelzanlagen
- VDI 2290 Emissionsminderung; Kennwerte für dichte Flanschverbindungen
- VDI 2291 Emissionsminderung; Prüfkriterien für die Überwachung von Gaspendelsystemen
- VDI 2292 Emissionsminderung; Steinkohlen-Brikettfabriken (zurückgezogen 2009–06)
- VDI 2293 Emissionsminderung; Aufbereitungsanlagen für Steinkohlen einschließlich Trocknungsanlagen
- VDI 2343 Recycling von elektrischen und elektronischen Geräten
- VDI 2346 Übersichtsblätter Stetigförderer – Sperren
- VDI 2424 Industrial Design; Grundlagen, Begriffe, Wirkungsweisen
  - Blatt 1: –
  - Blatt 2: Darstellung an Beispielen
  - Blatt 3: Der Industrial-Design-Prozeß
- VDI 2440 Emissionsminderung; Mineralölraffinerien
- VDI 2441 Prozessgas- und Abgasreinigung durch Kaltplasmaverfahren; Barriere-, Koronaentladung, UV-Strahlung
- VDI 2442 Abgasreinigung; Verfahren und Technik der thermischen Abgasreinigung
- VDI 2443 Abgasreinigung durch oxidierende Gaswäsche (zurückgezogen 2014–10)
- VDI 2445
  - Blatt 1: Emissionsminderung; Gasbefeuerte Dampf- und Heißwassererzeuger; Feuerungswärmeleistung mehr als 10 MW
- VDI 2446 Emissionsminderung; Vinylchlorid; Herstellung von Dichlorethan (EDC), Vinylchlorid (VC) und Polyvinylchlorid (PVC)

- VDI 2461 Messung gasförmiger Immissionen; Messen der Ammoniak-Konzentration
  - Blatt 1: Indophenol-Verfahren (zurückgezogen 2010–10)
  - Blatt 2: NESSLER-Verfahren (zurückgezogen 2009–01)

- VDI 2463 Messen von Partikeln
  - Blatt 1: Gravimetrische Bestimmung der Massenkonzentration von Partikeln in der Außenluft; Grundlagen
  - Blatt 2: Messen der Massenkonzentration von Partikeln in  der Außenluft; High Volume Sampler – HV 100 (zurückgezogen 2004–11)
  - Blatt 3: Messen von Partikeln; Messen der Massenkonzentration von Partikeln in  der Außenluft; TBF 50 f Filterverfahren (zurückgezogen 2004–11)
  -  Blatt 4: Messen der Massenkonzentration von Partikeln in der Außenluft; LIB-Filterverfahren (zurückgezogen 2012-08)
  - Blatt 5: Messen der Massenkonzentration (Immission);  Filterverfahren; Automatisiertes Filtergerät FH 62 I (zurückgezogen 2009-01)
  - Blatt 6: Messen der Massenkonzentration (Immission); Filterverfahren; Automatisiertes Filtergerät BETA-Staubmeter F703 (zurückgezogen 2009–01)
  - Blatt 7: Erfassung von Schwebstaub und gasförmigen chemischen Verbindungen in Außenluft und Innenraumluft; Aktive Probenahme mittels Low-Volume-Sampler (LVS)
  - Blatt 8: Erfassung von Schwebstaub in Außenluft und Innenraumluft; Nicht fraktionierendes Probenahmesystem für Low-Volume-Sampler (LVS)
  - Blatt 9: Messen der Massenkonzentration (Immission);  Filterverfahren; LIS/P-Filtergerät(zurückgezogen 2009–01)
  - Blatt 10: Messen der Massenkonzentration (Immission); Filterverfahren; Filterwechsler AGS 050 und AGS 115 (zurückgezogen 2007–09)
  - Blatt 11: Messen der Massenkonzentration (Immission); Filterverfahren; Filterwechsler Digitel DHA-80
- VDI 2464 Messen von Immissionen; Messen von Innenraumluft
  - Blatt 1: Messen von polychlorierten Biphenylen (PCB) – GC/MS-Verfahren für PCB 28, 52, 101,138, 153, 180
  - Blatt 2: HR-GC/HR-MS-Verfahren für coplanare PCB
  - Blatt 3: Messen von polybromierten Diphenylethern, Hexabromcyclododecan und Hexabrombenzol mit GC/MS
  - Blatt 4: Messen von persistenten halogenorganischen Verbindungen (POP) mit GC/HRMS
- VDI 2465 Messen von Ruß (Immission)
  -  Blatt 1: Chemisch-analytische Bestimmung des elementaren Kohlenstoffes nach Extraktion und Thermodesorption des organischen Kohlenstoffes (zurückgezogen 2017–10)
  - Blatt 2: Thermografische Bestimmung des elementaren Kohlenstoffs nach Thermodesorption des organischen Kohlenstoffs
- VDI 2590 Emissionsminderung; Anlagen zur Verarbeitung tierischer Nebenprodukte
- VDI 2591 Emissionsminderung; Abluft aus Fischmehlfabriken (zurückgezogen 2005–11)
- VDI 2592
  - Blatt 1: Emissionsminderung; Ölmühlen zur Gewinnung pflanzlicher Öle und Schrote durch Vorpress- und/oder Extraktionsanlagen
- VDI 2594 Emissionsminderung; Schnitzeltrocknungsanlagen der Zuckerindustrie
- VDI 2595
  - Blatt 1: Emissionsminderung; Räucheranlagen; Lebensmittel (außer Fisch)
  - Blatt 2: Emissionsminderung; Fischräuchereien
- VDI 2596 Emissionsminderung; Schlachtbetriebe
- VDI 2597 Emissionsminderung; Anlagen zur Herstellung von Blei und Bleilegierungen
- VDI 2692 Shuttle-Systeme für kleine Ladeeinheiten
- VDI 2700 Ladungssicherung auf Straßenfahrzeugen
- VDI 2714 Schallausbreitung im Freien
- VDI 2716 Luft- und Körperschall  bei Schienenbahnen des öffentlichen Personennahverkehrs (zurückgezogen 2001-08)

- VDI 2720 Schallschutz durch Abschirmung
- VDI 2860 Montage- und Handhabungstechnik; Handhabungsfunktionen, Handhabungseinrichtungen; Begriffe, Definitionen, Symbole (zurückgezogen 2016–06)

### VDI 3000 – VDI 3999
- VDI 3260 Funktionsdiagramme von Arbeitsmaschinen und Fertigungsanlagen (zurückgezogen 1994)
- VDI 3374 Schneidstempel mit Bund
- VDI 3400 Elektroerosive Bearbeitung – Begriffe, Verfahren, Anwendung
- VDI 3401
  - Blatt 1: Elektrochemisches Abtragen – Formabtragen (zurückgezogen 2016–08)
  - Blatt 2: Elektrochemische Bearbeitung – Anodisches Abtragen mit äußerer Stromquelle; Bad-Elysieren (zurückgezogen 1991-11)
  - Blatt 3: Elektrochemisches Formabtragen – Behandlung der Elektrolytlösungen, Abwässer und Schlämme (zurückgezogen 2016–08)
  - Blatt 4: Elektrochemische Bearbeitung – Behandlung der Elektrolyte und Ätzlösungen, Abwässer und Schlämme (zurückgezogen 1993–09)
- VDI 3402
  - Blatt 1: Elektroerosive Bearbeitung – Definitionen und Terminologie
  - Blatt 2: Elektroerosive Bearbeitung – Kennzeichnung und Abnahme von Anlagen
  - Blatt 3: Elektroerosive Bearbeitung – Gestaltung, Betrieb und Sicherheit von Anlagen
  - Blatt 4: Anwendung der Funkenerosion
  - Blatt 5: Datenverkehr bei der funkenerosiven Bearbeitung – Maschine, Peripherie, Schnittstellen
- VDI 3404 Generative Fertigungsverfahren – Rapid-Technologien (Rapid Prototyping) – Grundlagen, Begriffe, Qualitätskenngrößen, Liefervereinbarungen
- VDI 3405 Additive Fertigungsverfahren – Grundlagen, Begriffe, Verfahrensbeschreibungen[2]
  - Blatt 1: Additive Fertigungsverfahren, Rapid Manufacturing – Laser-Sintern von Kunststoffbauteilen – Güteüberwachung
  - Blatt 1.1: Additive Fertigungsverfahren – Laser-Sintern von Kunststoffbauteilen – Materialqualifikation
  - Blatt 2: Additive Fertigungsverfahren – Strahlschmelzen metallischer Bauteile – Qualifizierung, Qualitätssicherung und Nachbearbeitung
  - Blatt 2.1: Additive Fertigungsverfahren – Laser-Strahlschmelzen metallischer Bauteile – Materialkenndatenblatt Aluminiumlegierung AlSi10Mg
  - Blatt 2.2: Additive Fertigungsverfahren - Laser-Strahlschmelzen metallischer Bauteile - Materialkenndatenblatt Nickellegierung Werkstoffnummer 2.4668
  - Blatt 2.3: Additive Fertigungsverfahren – Strahlschmelzen metallischer Bauteile – Charakterisierung von Pulverwerkstoffen
  - Blatt 2.4: Additive Fertigungsverfahren - Laser-Strahlschmelzen metallischer Bauteile - Materialkenndatenblatt Titanlegierung Ti-6Al-4V Grade 5
  - Blatt 2.6: Additive Fertigungsverfahren - Pulverbettbasiertes Schmelzen von Metall mittels Laserstrahl (PBF-LB/M) - Ausweis von Werkstoffkennwerten für Materialdatenblätter
  - Blatt 2.7: Additive Fertigungsverfahren - Pulverbettbasiertes Schmelzen von Metall mittels Laserstrahl (PBF-LB/M) - Peripherie und Arbeitsabläufe
  - Blatt 2.8: Additive Fertigungsverfahren - Pulverbettbasiertes Schmelzen von Metall mittels Laserstrahl (PBF-LB/M) - Fehlerkatalog - Fehlerbilder beim Laser-Strahlschmelzen
  - Blatt 3: Additive Fertigungsverfahren – Konstruktionsempfehlungen für die Bauteilfertigung mit Laser-Sintern und Laser-Strahlschmelzen
  - Blatt 3.2: Additive Fertigungsverfahren - Gestaltungsempfehlungen - Prüfkörper und Prüfmerkmale für limitierende Geometrieelemente
  - Blatt 3.4: Additive Fertigungsverfahren - Gestaltungsempfehlungen für die Bauteilfertigung mit Materialextrusionsverfahren
  - Blatt 3.5: Additive Fertigungsverfahren – Konstruktionsempfehlungen für die Bauteilfertigung mit Elektronen-Strahlschmelzen
  - Blatt 4.1: Additive Fertigungsverfahren - Ergänzungen zu ISO/ASTM 52903-1: Materialextrusion von Kunststoffbauteilen - Charakterisierung des Filaments
  - Blatt 5.1: Additive Fertigungsverfahren - Rechtliche Aspekte der Prozesskette
  - Blatt 6.1: Additive Fertigungsverfahren – Anwendersicherheit beim Betrieb der Fertigungsanlagen – Laser-Strahlschmelzen von Metallpulvern
  - Blatt 6.2: Additive Fertigungsverfahren - Anwendersicherheit beim Betrieb der Fertigungsanlagen - Laser-Sintern von Kunststoffen
  - Blatt 6.3: Additive Fertigungsverfahren - Anwendersicherheit beim Betrieb der Fertigungsanlagen - Harzbasierte Fertigungsverfahren
  - Blatt 7: Additive Fertigungsverfahren - Güteklassen für additiv gefertigte Kunststoffbauteile
  - Blatt 8.1: Additive Fertigungsverfahren - Gestaltungsempfehlungen - Bauteile aus keramischen Werkstoffen
  - Blatt 8.2: Additive Fertigungsverfahren - Prüfkörper für keramische Bauteile
- VDI 3413 Bandschleifen in der Holzbearbeitung
- VDI 3414 Beurteilung von Holz- und Holzwerkstoffoberflächen
  - Blatt 1: Oberflächenmerkmale
  - Blatt 2: Prüf- und Messmethoden
  - Blatt 3: Gefräste, gesägte, gehobelte, gebohrte und gedrehte Oberflächen
  - Blatt 4: Geschliffene Oberflächen
- VDI 3415 Holzbearbeitungsmaschinen
  - Blatt 1: Prozessqualifikation Maschinenabnahmen
- VDI 3457 Emissionsminderung – Pulverlackierung
- VDI 3459 Terminologie in der Energie- und Abfallwirtschaft
  - Blatt 1: Grundlagen
  - Blatt 3: Mechanische Behandlung
  - Blatt 4: Biologische Behandlung
  - Blatt 6: Thermische Behandlung
  - Blatt 7: Abgasbehandlung
  - Blatt 10: Ablagerung und Deponierung
- VDI 3460 Emissionsminderung – Thermische Abfallbehandlung
  - Blatt 1: Grundlagen
  - Blatt 2: Energieumwandlung
  - Blatt 3: Behandlung von Rückständen
- VDI 3461 Emissionsminderung – Thermochemische Vergasung von Biomasse in Kraft-Wärme-Kopplung
- VDI 3462 Emissionsminderung; Holzbearbeitung und -verarbeitung
  - Blatt 1: Rohholzbearbeitung und -verarbeitung
  - Blatt 2: Holzwerkstoffherstellung
  - Blatt 3: Bearbeitung und Veredelung des Holzes und der Holzwerkstoffe
  - Blatt 4: Verbrennen von Holz und Holzwerkstoffen ohne Holzschutzmittel, ohne halogenorganische und ohne schwermetallhaltige Beschichtungen
  - Blatt 5: Verbrennen von Holz und Holzwerkstoffen mit Holzschutzmitteln, halogenorganischen oder schwermetallhaltigen Beschichtungen
  - Blatt 6: Anlagenbezogene messtechnische Anleitung
- VDI 3463 Emissionsminderung – Drücken von Koks
- VDI 3464 Lagerung von Holzpellets beim Verbraucher – Anforderungen an Lager sowie Herstellung und Anlieferung der Pellets unter Gesundheits- und Sicherheitsaspekten
- VDI 3465 Emissionsminderung – Anlagen zur Herstellung von Holzpelletpresslingen
- VDI 3467 Emissionsminderung – Herstellung von Werkstoffen aus Kohlenstoff und Elektrografit
- VDI 3468 Emissionsminderung – Anlagen zur chemisch-physikalischen Behandlung von wasserbasierten flüssigen Abfällen
- VDI 3469 Herstellung und Verarbeitung von faserhaltigen Materialien
  - Blatt 1: Faserförmige Stäube; Grundlagen, Überblick
  - Blatt 2: Faserzementprodukte
  - Blatt 3: Textilien aus organischen und anorganischen Fasern
  - Blatt 4: Reibbeläge
  - Blatt 5: Hochtemperaturwollen
  - Blatt 6: Mineralwolle-Dämmstoffe
  - Blatt 7: Packungen
  - Blatt 8: Flachdichtungen auf Faserbasis
- VDI 3471 Emissionsminderung; Tierhaltung; Schweine (zurückgezogen 2012–11)
- VDI 3472 Emissionsminderung; Tierhaltung; Hühner (zurückgezogen 2012–11)
- VDI 3473 Emissionsminderung; Tierhaltung; Rinder
  -  Blatt 1: Geruchsstoffe (zurückgezogen 2012–11)
- VDI 3474 Emissionsminderung; Tierhaltung; Geruchsstoffe (zurückgezogen 2012–11)
- VDI 3475
  -  Blatt 1: Emissionsminderung; Biologische Abfallbehandlungsanlagen; Kompostierung und Vergärung; Anlagenkapazität mehr als ca. 6000 Mg/a (zurückgezogen 2019–04)
  -  Blatt 2: Emissionsminderung; Biologische Abfallbehandlungsanlagen; Kompostierung und (Co-)Vergärung; Anlagenkapazität bis ca. 6.000 Mg/a (zurückgezogen 2019–04)
  - Blatt 3: Emissionsminderung; Anlagen zur mechanisch-biologischen Behandlung von Siedlungsabfällen
  - Blatt 4: Emissionsminderung; Biogasanlagen in der Landwirtschaft; Vergärung von Energiepflanzen und Wirtschaftsdünger
  - Blatt 5: Emissionsminderung; Biologische Abfallbehandlungsanlagen; Vergärung und Nachbehandlung
  - Blatt 6: Emissionsminderung; Biologische Abfallbehandlungsanlagen; Kompostierung
  - Blatt 7: Emissionsminderung; Geruchsemissionsfaktoren für die biologische Abfallbehandlung[3]
- VDI 3476 Abgasreinigung; Verfahren der katalytischen Abgasreinigung
  - Blatt 1: Grundlagen
  - Blatt 2: Oxidative Verfahren
  - Blatt 3: Selektive katalytische Reduktion
- VDI 3477 Biologische Abgasreinigung; Biofilter
- VDI 3478 Biologische Abgasreinigung
  - Blatt 1: Biowäscher
  - Blatt 2: Biorieselbettreaktoren
- VDI 3479 Emissionsminderung; Raffinerieferne Mineralöltankläger
- VDI 3491 Messen von Partikeln
- VDI 3561 Testspiele zum Leistungsvergleich und zur Abnahme von Regalförderzeugen
  - Blatt 2: Spielzeitermittlung von regalgangunabhängigen Regalbediengeräten
  - Blatt 4: Spielzeitermittlung von automatischen Kanallager-Systemen
- VDI 3564 Empfehlungen für Brandschutz in Hochregalanlagen
- VDI 3568 Maßnahmen und Werkstatteinrichtungen zur Instandhaltung von Flurförderzeugen
- VDI 3570 Überlastungssicherungen für Krane
- VDI 3572 Energie- und Datenübertragungssysteme für Krane
- VDI 3573 Arbeitsgeschwindigkeiten schienengebundener Umschlagkrane
- VDI 3575 Wegbegrenzer für Krane – Mechanische und elektromechanische Einrichtungen
- VDI 3576 Schienen für Krananlagen – Schienenverbindungen, Schienenlagerungen, Schienenbefestigungen, Toleranzen für Kranbahnen
- VDI 3577 Flurförderzeuge für die Regalbedienung – Beschreibung und Einsatzbedingungen
- VDI 3578 Anbaugeräte für Gabelstapler (Lastaufnahmemittel)
- VDI 3623 Metallabscheider in Gurtförderern und Schüttguttransportanlagen
- VDI 3671 Pneumatische Förderanlagen; Empfehlungen zu Anforderungen und Eigenschaften
- VDI 3672 Staubmessungen in strömenden Gasen; Registrierende Messeinrichtungen; Photoelektrische Messgeräte; Kalibrierung (zurückgezogen 1976–01)
- VDI 3673
  - Blatt 1: Druckentlastung von Staubexplosionen
- VDI 3674 Abgasreinigung durch Adsorption; Prozessgas- und Abgasreinigung
- VDI 3675 Abgasreinigung durch Absorption (zurückgezogen 1997–10)
- VDI 3676 Massenkraftabscheider
- VDI 3677 Filternde Abscheider
  - Blatt 1: Oberflächenfilter
  - Blatt 2: Tiefenfilter aus Fasern
  - Blatt 3: Heißgasfiltration
- VDI 3678 Elektrofilter
  - Blatt 1: Prozessgas- und Abgasreinigung
  - Blatt 2: Prozessluft- und Raumluftreinigung
- VDI 3679 Nassabscheider
  - Blatt 1: Grundlagen, Abgasreinigung von partikelförmigen Stoffen
  - Blatt 2: Abgasreinigung durch Absorption (Wäscher)
  - Blatt 3: Tropfenabscheider
  - Blatt 4: Abgasreinigung durch oxidierende Gaswäsche
- VDI 3722 Wirkung und Bewertung von Verkehrsgeräuschen (zurückgezogen 1986-01)
  - Blatt 1: Wirkungen von Verkehrsgeräuschen (Ausgabedatum 1988-08)
  - Blatt 2: Kenngrößen beim Einwirken mehrerer Quellenarten (Ausgabedatum 2013-05)
- VDI 3782 Umweltmeteorologie
  - Blatt 1: Atmosphärische Ausbreitungsmodelle - Gaußsches Fahnenmodell zur Bestimmung von Immissionskenngrößen
  - Blatt 3: Ausbreitung von Luftverunreinigungen in der Atmosphäre - Berechnung der Abgasfahnenüberhöhung
  - Blatt 5: Atmosphärische Ausbreitungsmodelle - Depositionsparameter
  - Blatt 6: Atmosphärische Ausbreitungsmodelle - Bestimmung der Ausbreitungsklassen nach Klug/Manier
  - Blatt 7: Kfz-Emissionsbestimmung - Luftbeimengungen
- VDI 3783 Umweltmeteorologie
  - Blatt 1: Ausbreitung von störfallbedingten Freisetzungen
  - Blatt 2: Ausbreitung von störfallbedingten Freisetzungen schwerer Gase; Sicherheitsanalyse
  - Blatt 4: Akute Stofffreisetzungen in die Atmosphäre - Anforderungen an ein optimales System zur Bestimmung und Bewertung der Schadstoffbelastung in der Atmosphäre
  - Blatt 5: Modelle zur Gasphasenchemie der Troposphäre
  - Blatt 7: Prognostische mesoskalige Windfeldmodelle - Evaluierung für dynamisch und thermisch bedingte Strömungsfelder
  - Blatt 8: Messwertgestützte Turbulenzparametrisierung für Ausbreitungsmodelle
  - Blatt 9: Prognostische mikroskalige Windfeldmodelle - Evaluierung für Gebäude- und Hindernisumströmung
  - Blatt 10: Diagnostische mikroskalige Windfeldmodelle - Gebäude- und Hindernisumströmung
  - Blatt 12: Physikalische Modellierung von Strömungs- und Ausbreitungsvorgängen in der atmosphärischen Grenzschicht - Windkanalanwendungen
  - Blatt 13: Qualitätssicherung in der Immissionsprognose - Anlagenbezogener Immissionsschutz - Ausbreitungsrechnung gemäß TA Luft
  - Blatt 13.1: Qualitätssicherung in der Immissionsprognose; Ableitung von Abgasen nach TA Luft
  - Blatt 14: Qualitätssicherung in der Immissionsberechnung; Kraftfahrzeugbedingte Immissionen
  - Blatt 15.1: Vereinfachte Abstandsbestimmung für die Konzentration und Deposition von Luftbeimengungen - Emission von NOx, SO2 und NH3 aus bodennahen Quellen
  - Blatt 15.2: Vereinfachte Abstandsbestimmung für die Konzentration und Deposition von Luftbeimengungen; Emission von NOx, SO2 und NH3 aus Quellen >20m
  - Blatt 16: Prognostische mesoskalige Windfeldmodelle; Verfahren zur Anwendung in Genehmigungsverfahren nach TA Luft
  - Blatt 17: Berücksichtigung von Kaltluftströmungen in der Ausbreitungsrechnung nach TA Luft
  - Blatt 18: Fotolysefrequenzen für Berechnungen von Schadstoffkonzentrationen in der Troposphäre
  - Blatt 19: Reaktionsmechanismus zur Bestimmung der Stickstoffdioxid-Konzentration
  - Blatt 20: Übertragbarkeitsprüfung meteorologischer Daten zur Anwendung im Rahmen der TA Luft
  - Blatt 21: Qualitätssicherung meteorologischer Daten für die Ausbreitungsrechnung nach TA Luft und GIRL
- VDI 3789 Umweltmeteorologie – Wechselwirkungen zwischen Atmosphäre und Oberflächen – Berechnung der spektralen kurz- und der langwelligen Strahlung
- VDI 3797
  - Blatt 1: Prüfung des zu erwartenden Resistenzverhaltens von konservierten und nicht konservierten Natursteinen gegenüber Immissionen – Salzsprengtest
- VDI 3798
  - Blatt 1: Untersuchung und Behandlung von immissionsgeschädigten Werkstoffen, insbesondere bei kulturhistorischen Objekten
  - Blatt 2: Untersuchung und Behandlung von immissionsgeschädigten Werkstoffen, insbesondere bei kulturhistorischen Objekten – Anleitung zur Dokumentation (zurückgezogen 2015–08)
- VDI 3799 Messung von Immissions-Wirkungen; Ermittlung und Beurteilung phytotoxischer Wirkungen von Immissionen mit Flechten
  - Blatt 1: Flechtenkartierung zur Ermittlung des Luftgütewertes (LGW) (zurückgezogen 2004–10)
  - Blatt 2: Verfahren der standardisierten Flechtenexposition
- VDI 3800 Ermittlung der Aufwendungen für Maßnahmen zum betrieblichen Umweltschutz
- VDI 3803 Bauliche und technische Anforderungen an zentrale Lüftungsanlagen
- VDI 3805 Produktdatenaustausch in der Technischen Gebäudeausrüstung
- VDI 3808 Energetische Bewertung von Gebäuden und der Gebäudetechnik; Anwendung bestehender Verfahren
- VDI 3814
- VDI 3862 Messen gasförmiger Emissionen
  - Blatt 1:  Messen aliphatischer Aldehyde (C1 bis C3) nach dem MBTH-Verfahren
  - Blatt 2: Messen aliphatischer und aromatischer Aldehyde und Ketone nach dem DNPH-Verfahren – Gaswaschflaschen-Methode
  - Blatt 3: Messen aliphatischer und aromatischer Aldehyde und Ketone nach dem DNPH-Verfahren – Kartuschen-Methode
  - Blatt 4: Messen von Formaldehyd nach dem AHMT-Verfahren
  - Blatt 5: Messen niederer Aldehyde insbesondere Acrolein nach dem 2-HMP-Verfahren – GC-Methode
  - Blatt 6: Messen von Formaldehyd nach dem Acetylaceton-Verfahren
  - Blatt 7: Messen aliphatischer und aromatischer Aldehyde und Ketone nach dem DNPH-Verfahren – Gaswaschflaschen/Tetrachlorkohlenstoff-Methode
  - Blatt 8: Messen von Formaldehyd im Abgas von Verbrennungsmotoren – FTIR-Verfahren
- VDI 3863 Messen gasförmiger Emissionen – Messen von Acrylnitril
  - Blatt 1: Gas-chromatographisches Verfahren – Probenahme mit Gassammelgefäßen
  - Blatt 2: Gas-Chromatographisches Verfahren – Probenahme durch Absorption in tiefkalten Lösemitteln
  - Blatt 3: Adsorption an Aktivkohle – Desorption durch Dimethylformamid (DMF) (zurückgezogen 2004-11)

- VDI 3864 Messen gasförmiger Immissionen – Messen von Innenraumluftverunreinigungen – Gaschromatographische Bestimmung von leichtflüchtigen halogenierten Kohlenwasserstoffen
  - Blatt 1: Probenahme durch Adsorption an Aktivkohle – Desorption mit Lösemitteln (zurückgezogen 2006-03)
  - Blatt 2: Probenahme durch Adsorption, Thermische Desorption (zurückgezogen 2006-03)

- VDI 3865 Messen organischer Bodenverunreinigungen
  - Blatt 1: Messplanung für die Untersuchung der Bodenluft auf leichtflüchtige organische Verbindungen
  - Blatt 2: Techniken für die aktive Entnahme von Bodenluftproben
  - Blatt 3: Gaschromatographische Bestimmung von niedrigsiedenden organischen Verbindungen in Bodenluft nach Anreicherung an Aktivkohle oder XAD-4 und Desorption mit organischem Lösungsmittel
  - Blatt 4: Gaschromatographische Bestimmung von niedrigsiedenden organischen Verbindungen in Bodenluft durch Direktmessung
- VDI 3866 Bestimmung von Asbest in technischen Produkten
  - Blatt 1: Grundlagen – Entnahme und Aufbereitung der Proben
  - Blatt 2: Infrarotspektroskopisches Verfahren
  - Blatt 4: Phasenkontrastmikroskopisches Verfahren
  - Blatt 5: Rasterelektronenmikroskopisches Verfahren
- VDI 3867 Messen von Partikeln in der Außenluft – Charakterisierung von Prüfaerosolen – Bestimmung der Partikelanzahlkonzentration und Anzahlgrößenverteilung von Aerosolen
  - Blatt 1: Grundlagen
  - Blatt 2: Kondensationspartikelzähler (CPC)
  - Blatt 3: Elektrisches Mobilitätsspektrometer
  - Blatt 4: Optisches Aerosolspektrometer
  - Blatt 5: Flugzeitspektrometer
  - Blatt 6: Elektrischer Niederdruckimpaktor (ELPI)
- VDI 3880 Olfaktometrie; Statische Probenahme

- VDI 3881 Olfaktometrie; Geruchsschwellenbestimmung
  - Blatt 1: Grundlagen (zurückgezogen 2003–03)
  - Blatt 2: Probenahme (zurückgezogen 2003–03)
  - Blatt 3: Olfaktometer mit Verdünnung nach dem Gasstrahlprinzip (zurückgezogen 2003–03)
  - Blatt 4: Anwendungsvorschriften und Verfahrenskenngrößen (zurückgezogen 2003–03)

- VDI 3882 Olfaktometrie
  - Blatt 1: Bestimmung der Geruchsintensität
  - Blatt 2: Bestimmung der hedonischen Geruchswirkung
- VDI 3883 Wirkung und Bewertung von Gerüchen
  - Blatt 1: Erfassung der Geruchsbelästigung; Fragebogentechnik
  - Blatt 2: Ermittlung von Belästigungsparametern durch Befragungen; Wiederholte Kurzbefragung von ortsansässigen Probanden
  - Blatt 3: Konfliktmanagement im Immissionsschutz; Grundlagen und Anwendung am Beispiel von Gerüchen
  - Blatt 4: Wirkung und Bewertung von Gerüchen; Bearbeitung von Nachbarschaftsbeschwerden wegen Geruch
- VDI 3884 Olfaktometrie; Bestimmung der Geruchsstoffkonzentration mit dynamischer Olfaktometrie
  - Blatt 1: Ausführungshinweise zur Norm DIN EN 13725
- VDI 3885 Olfaktometrie
  - Blatt 1: Messung des Geruchsstoffemissionspotenzials von Flüssigkeiten
- VDI 3886 Ermittlung und Bewertung von Gerüchen
  - Blatt 1: Geruchsgutachten; Ermittlung der Notwendigkeit und Hinweise zur Erstellung
- VDI 3890 Emissionsminderung; Anlagen zur Heimtierkremation
- VDI 3891 Emissionsminderung; Anlagen zur Humankremation
- VDI 3892 Emissionsminderung; Röstkaffee produzierende Industrie; Anlagen mit einer Tagesproduktion von mindestens 0,5 Tonnen Röstkaffee
- VDI 3893 Emissionsminderung; Anlagen zum Rösten von Kakao und zur Herstellung von Schokoladenmassen
- VDI 3894 Emissionen und Immissionen aus Tierhaltungsanlagen
  - Blatt 1: Haltungsverfahren und Emissionen; Schweine, Rinder, Geflügel, Pferde
  - Blatt 2: Methode zur Abstandsbestimmung; Geruch
- VDI 3895 Emissionsminderung; Anlagen zum Garen und Wärmebehandeln von Lebensmitteln
  - Blatt 1: Grundlagen; Übersicht; Fisch und Fleisch
  - Blatt 2: Verarbeiten von Kartoffeln zu Halbfertig- oder Fertigprodukten
- VDI 3896 Emissionsminderung; Aufbereitung von Biogas auf Erdgasqualität
- VDI 3897 Emissionsminderung; Anlagen zur Bodenluftabsaugung und zum Grundwasserstrippen
- VDI 3898 Emissionsminderung; Trockenmechanische, physikalisch-chemische, thermische und biologische Bodenbehandlungsanlagen
- VDI 3899 Emissionsminderung; Deponiegas
  - Blatt 1: Deponiegasverwertung und -behandlung
  - Blatt 2: Systeme zur Deponiegaserfassung und Belüftung
- VDI 3925
  - Blatt 1: Methoden zur Bewertung von Abfallbehandlungsverfahren
  - Blatt 2: Methoden zur Bewertung von Abfallbehandlungsverfahren – Beispielrechnungen
- VDI 3927 Abgasreinigung
  - Blatt 1: Minderung von Schwefeloxiden, Stickstoffoxiden und Halogeniden aus Abgasen von Verbrennungsprozessen (Rauchgasen)
  - Blatt 2: Minderung von anorganischen und organischen Spurenstoffen in Abgasen von Verbrennungsprozessen (Rauchgasen)
- VDI 3928 Abgasreinigung durch Chemisorption

- VDI 3929 Erfassen luftfremder Stoffe (zurückgezogen 2006–03)

- VDI 3930 Abgaskühlung und -erwärmung
- VDI 3933 Emissionsminderung – Erzeugung von Biomassekarbonisaten
- VDI 3940
  - Blatt 1: Bestimmung von Geruchsstoffimmissionen durch Begehungen; Bestimmung der Immissionshäufigkeit von erkennbaren Gerüchen; Rastermessung
  - Blatt 2: Bestimmung von Geruchsstoffimmissionen durch Begehungen; Bestimmung der Immissionshäufigkeit von erkennbaren Gerüchen; Fahnenmessung
  - Blatt 3: Bestimmung von Geruchsstoffimmissionen durch Begehungen; Ermittlung von Geruchsintensität und hedonischer Geruchswirkung im Feld
  - Blatt 4: Bestimmung der hedonischen Geruchswirkung; Polaritätenprofile
  - Blatt 5: Bestimmung von Geruchsstoffimmissionen durch Begehungen; Ermittlung von Geruchsintensität und hedonischer Geruchswirkung im Feld; Hinweise und Anwendungsbeispiele
- VDI 3955
  - Blatt 1: Bestimmung der korrosiven Wirkung komplexer Umgebungsbedingungen; Exposition von Stahlblechen (Manksches Karussell)
  - Blatt 2: Bestimmung der korrosiven Wirkung komplexer Umgebungsbedingungen auf Werkstoffe; Exposition von Glassensoren
  - Blatt 3: Bestimmung der korrosiven Wirkung komplexer Umgebungsbedingungen auf Werkstoffe; Exposition von Naturstein-Plättchen (Manksches Karussell)

### VDI 4000 – VDI 4999
- VDI 4091 Wirtschaften in Kreisläufen und Stoffstrommanagement – Methodik – Papier
- VDI 4100 Schallschutz im Hochbau – Wohnungen – Beurteilung und Vorschläge für erhöhten Schallschutz
- VDI 4201 Mindestanforderungen an automatische Mess- und elektronische Auswerteeinrichtungen zur Überwachung der Emissionen – Digitale Schnittstelle
  - Blatt 1: Allgemeine Anforderungen
  - Blatt 2: Spezifische Anforderungen für Profibus
  - Blatt 3: Spezifische Anforderungen für Modbus
  - Blatt 4: Spezifische Anforderungen für OPC
- VDI 4202 Mindestanforderungen an automatische Immissionsmesseinrichtungen bei der Eignungsprüfung
  - Blatt 1: Punktmessverfahren für gas- und partikelförmige Luftverunreinigungen
  - Blatt 2: Optische Fernmesseinrichtungen zur Messung von gasförmigen Immissionen
- VDI 4210
  - Blatt 1: Fernmeßverfahren – Messungen in der Atmosphäre nach dem LIDAR-Prinzip – Messen gasförmiger Luftverunreinigungen mit dem DAS-LIDAR
- VDI 4211 Fernmessverfahren – Messungen in der Atmosphäre nach dem Passiv-FTIR-Prinzip – Messen gasförmiger Emissionen und Immissionen
- VDI 4219 Ermittlung der Unsicherheit von Emissionsmessungen mit diskontinuierlichen Messverfahren
- VDI 4250 Bioaerosole und biologische Agenzien
  - Blatt 1: Umweltmedizinische Bewertung von Bioaerosol-Immissionen – Wirkungen mikrobieller Luftverunreinigungen auf den Menschen
  - Blatt 2: Umweltmedizinische Bewertung von Bioaerosol-Immissionen – Risikobeurteilung von legionellenhaltigen Aerosolen
  - Blatt 3: Anlagenbezogene umweltmedizinisch relevante Messparameter und grundlegende Beurteilungswerte
- VDI 4251 Erfassen luftgetragener Mikroorganismen und Viren in der Außenluft
  - Blatt 1: Planung von anlagenbezogenen Immissionsmessungen – Fahnenmessung
  - Blatt 2: Ermittlung gebietstypischer Hintergrundkonzentrationen
  - Blatt 3: Anlagenbezogene Ausbreitungsmodellierung von Bioaerosolen
  - Blatt 4: Ermittlung der Vorbelastung
- VDI 4252 Erfassen luftgetragener Mikroorganismen und Viren in der Außenluft
  - Blatt 2: Aktive Probenahme von Bioaerosolen; Abscheidung von luftgetragenen Schimmelpilzen auf Gelatine/Polycarbonat-Filtern
  - Blatt 3: Abscheidung von luftgetragenen Bakterien mit Impingern nach dem Prinzip der kritischen Düse
- VDI 4253 Erfassen luftgetragener Mikroorganismen und Viren in der Außenluft
  - Blatt 2: Verfahren zum kulturellen Nachweis der Schimmelpilz-Konzentrationen in der Luft; Indirektes Verfahren nach Probenahme auf Gelatine/Polycarbonat-Filtern
  - Blatt 3: Verfahren zum quantitativen kulturellen Nachweis von Bakterien in der Luft; Verfahren nach Abscheidung in Flüssigkeiten
- VDI 4254
  - Blatt 1: Bioaerosole und biologische Agenzien – Messen von Stoffwechselprodukten von Mikroorganismen – Messen von MVOC in der Außenluft
- VDI 4255 Bioaerosole und biologische Agenzien
  - Blatt 1: Emissionsquellen und -minderungsmaßnahmen – Übersicht
  - Blatt 2: Emissionsquellen und -minderungsmaßnahmen in der landwirtschaftlichen Nutztierhaltung – Übersicht
  - Blatt 3: Emissionsfaktoren für Geflügelhaltung
- VDI 4256
  - Blatt 1 Bioaerosole und biologische Agenzien – Ermittlung von Verfahrenskenngrößen – Zählverfahren basierend auf kulturellem Nachweis
- VDI 4257 Bioaerosole und biologische Agenzien – Messen von Emissionen
  - Blatt 1: Planung und Durchführung von Emissionsmessungen
  - Blatt 2: Probenahme von Bioaerosolen und Abscheidung in Flüssigkeiten
- VDI 4258
  - Blatt 1: Bioaerosole und biologische Agenzien – Herstellung von Prüfbioaerosolen – Grundlagen und Anforderungen an Prüfbioaerosole
- VDI 4320 Messung atmosphärischer Depositionen
  - Blatt 1: Probenahme mit Bulk- und Wet-only-Sammlern – Grundlagen
  - Blatt 2: Bestimmung des Staubniederschlags nach der Bergerhoff-Methode
  - Blatt 3: Bestimmung der Deposition von wasserlöslichen Anionen und Kationen – Probenahme mit Bulk- und Wet-Only-Sammlern
- VDI 4332
  - Blatt 1: Monitoring der Wirkungen des Anbaus gentechnisch veränderter Organismen (GVO) – Standardisierte Erfassung von Wildbienen
- VDI 4437 Plattenbandförderer für Schüttgut – Übersichtsblätter Stetigförderer
- VDI 4500 Technische Dokumentation
  - Blatt 1: Benutzerdokumentation
  - Blatt 2: Interne Technische Produktdokumentation
  - Blatt 3: Empfehlungen für die Erstellung und Verteilung elektronischer Ersatzteilinformationen
- VDI 4600 Begriffe und Berechnungsmethoden zum kumulierten Energieaufwand
- VDI 4605 Nachhaltigkeitsbewertung
- VDI 4608 Energiesysteme – Kraft-Wärme-Kopplung
  - Blatt 1: Begriffe, Definitionen, Beispiele
  - Blatt 2: Allokation und Bewertung
- VDI 4610 Energieeffizienz betriebstechnischer Anlagen
  - Blatt 1: Wärme- und Kälteschutz
  - Blatt 2: Wärmebrückenkatalog
- VDI 4630 Vergärung organischer Stoffe; Substratcharakterisierung, Probenahme, Stoffdatenerhebung, Gärversuche
- VDI 4631 Gütekriterien für Biogasanlagen
- VDI 4663 Bewertung von Energie- und Stoffeffizienz – Methodische Anwendung des Physikalischen Optimums
- VDI 4700 Begriffe der Bau- und Gebäudetechnik
  - VDI 4700 Blatt 1 Begriffe der Bau- und Gebäudetechnik
  - VDI 4700 Blatt 1 Berichtigung zur Richtlinie VDI 4700 Blatt 1:2015-10
  - VDI 4700 Blatt 1.1 Begriffe der Bau- und Gebäudetechnik – Ergänzungen 1 2018–08 Entwurf
  - VDI 4700 Blatt 1.2 Begriffe der Bau- und Gebäudetechnik – Ergänzungen 2 2018–08 Entwurf
  - VDI 4700 Blatt 1.3 Begriffe der Bau- und Gebäudetechnik – Ergänzungen 3 2018–08 Entwurf
  - VDI 4700 Blatt 2 Festlegung in der Bau- und Gebäudetechnik – Abkürzungen für die Raumlufttechnik, zurückgezogen 2008-12
  - VDI 4700 Blatt 3 Begriffe der Bau- und Gebäudetechnik – Formelzeichen (Gebäudetechnik)
- VDI 4800 Ressourceneffizienz
  - Blatt 1: Methodische Grundlagen, Prinzipien und Strategien
  - Blatt 2: Bewertung des Rohstoffaufwands

### VDI 5000 – VDI 5999
- VDI 5200 Fabrikplanung
  - Blatt 1: Planungsvorgehen
  - Blatt 2: Morphologisches Modell der Fabrik zur Zielfestlegung in der Fabrikplanung
  - Blatt 3: Phasenmodell zur Gestaltung globaler Produktionsnetzwerke
  - Blatt 4: Erweiterte Wirtschaftlichkeitsrechnung in der Fabrikplanung
- VDI 5201
  - Blatt 1: Beschreibung und Messung der Wandlungsfähigkeit produzierender Unternehmen – Beispiel Medizintechnik[4] (zurückgezogen, aber noch unter vdi.de einsehbar)
- VDI 5580 Präzisionsblankpressen optischer Elemente – Technologische Grundlagen
- VDI 5581 Messtechnische Maßnahmen zur Sicherung der Qualität beim Präzisionsblankpressen von asphärischen, Freiform- und Mikrooptiken
- VDI 5582 Vorbereitung und Reinigung von Formeinsätzen und Proben für qualitätssichernde Messungen in der Produktionskette des Präzisionsblankpressens
- VDI 5583
  - Blatt 1: Empfehlungen für Schnittstellen in der Prozesskette des Präzisionsblankpressens optischer Elemente – Empfehlungen für das Optikdesign
- VDI 5584 Palettierung für die mechanische Ultrapräzisionsfertigung
- VDI 5600 Fertigungsmanagementsysteme
  - Blatt 1: Fertigungsmanagementsysteme (Manufacturing Execution Systems – MES)
  - Blatt 2: Fertigungsmanagementsysteme (Manufacturing Execution Systems – MES) – Wirtschaftlichkeit
  - Blatt 3: Fertigungsmanagementsysteme (Manufacturing Execution Systems – MES) – Logische Schnittstellen zur Maschinen- und Anlagensteuerung
  - Blatt 4: Fertigungsmanagementsysteme (Manufacturing Execution Systems – MES) – Unterstützung von Produktionssystemen durch MES
  - Blatt 5: Fertigungsmanagementsysteme (Manufacturing Execution Systems – MES) – Neue Optimierungsansätze mit MES
  - Blatt 6: Fertigungsmanagementsysteme (Manufacturing Execution Systems – MES) – Energiemanagement mit MES
- VDI 5610
  - Blatt 1: Wissensmanagement im Ingenieurwesen – Grundlagen, Konzepte, Vorgehen
  - Blatt 2: Wissensmanagement im Engineering – Wissensbasierte Konstruktion (KBE)
- VDI 5700 Gefährdungen bei der Aufbereitung
  - Blatt 1: Risikomanagement der Aufbereitung von Medizinprodukten – Maßnahmen zur Risikobeherrschung[5]
  - Blatt 2: Risikomanagement der Aufbereitung von Medizinprodukten – Schulungen[6]
  - Blatt 3: Gefährdungen bei der Aufbereitung - Risiken von erkennbaren Oberflächenveränderungen an invasiven Medizinprodukten - Maßnahmen zur Risikobeherrschung
- VDI 5701 Biomaterialien in der Medizin – Klassifikation, Anforderungen und Anwendungen[7]
- VDI 5702
  - Blatt 1: Medizinprodukte-Software – Medical SPICE – Prozessassessmentmodell[8]
  - Blatt 2: Software-Entwicklungsprozesse in der Medizintechnik qualifiziert bewerten[9]
- VDI 5703 Systematische Entwicklung modellbasierter Prüfungen für Medizinprodukte[10]
- VDI 5705 Digitale Prozessketten in der industriellen Medizintechnik - Herstellung von Sonderanfertigungen[11]
- VDI 5707
  - Blatt 1: Wiederholungsprüfungen an aktiven Medizinprodukten im medizinischen Einsatz - Prüfgrundlagen[12]
- VDI 5708 (voraussichtliches Erscheinungsdatum 07/2023)
  - Blatt 1: Biofabrication, Bioprinting[13]
- VDI 5800
  - Blatt 1: Nachhaltigkeit in Bau und Betrieb von Krankenhäusern – Grundlagen[14]

### VDI 6000 – VDI 6999
- VDI 6000 Sanitäre Ausstattung
- VDI 6008 Barrierefreie Lebensräume
- VDI 6010 Sicherheitstechnische Einrichtungen – Systemübergreifende Funktionen
- VDI 6011 Lichttechnik; Optimierung von Tageslicht und künstlicher Beleuchtung
- VDI 6013 Aufzüge, Fahrtreppen, Fahrsteige – Informationsaustausch mit anderen Anlagen der Technischen Gebäudeausrüstung
- VDI 6017 Aufzüge – Steuerung für den Brandfall
- VDI 6020 Anforderungen an thermisch-energetische Rechenverfahren zur Gebäude- und Anlagensimulation (Entwurf September 2016)
  - VDI 6020 Bl. 1 Anforderungen an Rechenverfahren zur Gebäude- und Anlagensimulation – Gebäudesimulation
- VDI 6022 Raumlufttechnik, Raumluftqualität
  - Blatt 1: Hygiene-Anforderungen an Raumlufttechnische Anlagen und Geräte
    - Blatt 1.1: Prüfung von Raumlufttechnischen Anlagen (VDI-Lüftungsregeln) (Entwurf 2011–07)

  -  Blatt 2: Messverfahren und Untersuchungen bei Hygienekontrollen und Hygieneinspektionen (zurückgezogen 2011–07)
  - Blatt 3: Beurteilung der Raumluftqualität
  - Blatt 4: Qualifizierung von Personal für Hygienekontrollen, Hygieneinspektionen und die Beurteilung der Raumluftqualität (Entwurf 2011–07)
- VDI 6023 Hygiene in Trinkwasser-Installationen – Anforderungen an Planung, Ausführung, Betrieb und Instandhaltung
- VDI 6026 Blatt 1	Dokumentation in der Technischen Gebäudeausrüstung - Inhalte und Beschaffenheit von Planungs-, Ausführungs- und Revisionsunterlagen
  - VDI 6026 Blatt 1.1 Dokumentation in der technischen Gebäudeausrüstung - Inhalte und Beschaffenheit von Planungs-, Ausführungs- und Revisionsunterlagen - FM-spezifische Anforderungen an die Dokumentation
- VDI 6032 Lufttechnik, Luftqualität in Fahrzeugen - Hygieneanforderungen an die Lüftungstechnik
- VDI 6036 Befestigung von Heizkörpern – Anforderungen für Planung und Bemessung
- VDI 6039 Facility-Management – Inbetriebnahmemanagement für Gebäude – Methoden und Vorgehensweisen für gebäudetechnische Anlagen
- VDI 6224
  - Blatt 1: Bionische Optimierung – Evolutionäre Algorithmen in der Anwendung
  - Blatt 2: Bionische Optimierung – Anwendung biologischer Wachstumsgesetze zur strukturmechanischen Optimierung technischer Bauteile
  - Blatt 3: Bionik – Bionische Strukturoptimierung im Rahmen eines ganzheitlichen Produktentstehungsprozesses
- VDI 6600 Projektingenieur
  - Blatt 1: Berufsbild
  - Blatt 2: Anforderungsprofil an die Qualifizierung

### VDI 7000 – VDI 7999
- VDI 7000 Frühe Öffentlichkeitsbeteiligung bei Industrie- und Infrastrukturprojekten
- VDI 7001 Kommunikation und Öffentlichkeitsbeteiligung bei Planung und Bau von Infrastrukturprojekten – Standards für die Leistungsphasen der Ingenieure
  - Blatt 1: Kommunikation und Öffentlichkeitsbeteiligung bei Planung und Bau von Infrastrukturprojekten – Schulung für die Leistungsphasen der Ingenieure

## VDI/VDE Richtlinien

### VDI/VDE 2000 – VDI/VDE 2999
- VDI/VDE 2032 Rollieren und Glattwalzen

- VDI/VDE 2040 Berechnungsgrundlagen für die Durchflussmessung mit Blenden, Düsen und Venturirohren
  - Blatt 1: Abweichungen und Ergänzungen zu DIN 1952 (zurückgezogen 2003–05)
  - Blatt 2: Gleichungen und Gebrauchsformeln (zurückgezogen 2005–09)
  - Blatt 3: Berechnungsbeispiele (zurückgezogen 2003–05)
  - Blatt 4: Stoffwerte (zurückgezogen 2005–09)
  - Blatt 5: Meßunsicherheiten (zurückgezogen 2004–05)

- VDI/VDE 2041 Durchflußmessung mit Drosselgeräten; Blenden und Düsen für besondere Anwendungen
- VDI/VDE 2171 Benennungen auf dem Gebiet der Kreiselgerätetechnik (zurückgezogen)
- VDI/VDE 2173 Strömungstechnische Kenngrößen von Stellventilen und deren Bestimmung
- VDI/VDE 2176 Strömungstechnische Kenngrößen von Stellklappen und deren Bestimmung
- VDI/VDE 2177 Beschreibung und Untersuchung von Stellungsreglern mit pneumatischem Ausgang
- VDI/VDE 2178 Strömungstechnische Kenngrößen von Hähnen mit Stell- und Regelungsfunktion und deren Bestimmung
- VDI/VDE 2180 Sicherung von Anlagen der Verfahrenstechnik mit Mitteln der Prozessleittechnik (PLT)
  - Blatt 1: Einführung, Begriffe, Konzeption
  - Blatt 2: Managementsystem
  - Blatt 3: Anlagenplanung, -errichtung und -betrieb
  - Blatt 4: Nachweis der Hardwaresicherheitsintegrität einer PLT-Schutzeinrichtung
  - Blatt 5: Empfehlungen zur Umsetzung in die Praxis
  - Blatt 6: Anwendung der funktionalen Sicherheit im Rahmen von Explosionsschutzmaßnahmen
- VDI/VDE 2426
  - Blatt 1: Kataloge in der Instandhaltung und Bewirtschaftung der Medizintechnik – Grundlagen[15]
- VDI/VDE 2623 Format für den Austausch von Daten im Prüfmittelmanagement – Definition des Calibration-Data-Exchange-Format (CDE-Format)[16]
- VDI/VDE 2627 Messräume[17]
  - Blatt 1: Klassifizierung und Kenngrößen – Planung und Ausführung
  - Blatt 2: Leitfaden zur Planung, Erstellung und zum Betrieb
- VDI/VDE 2649 Drehende Werkzeuge für Verbindungen mit Schraubgewinde – Anweisungen zur vergleichenden Leistungsmessung von hydraulischen Impulsschraubern
- VDI/VDE 2862 Mindestanforderungen zum Einsatz von Schraubsystemen und -werkzeugen in der Automobilindustrie
  - Blatt 1: Mindestanforderungen zum Einsatz von Schraubsystemen und -werkzeugen – Anwendungen in der Automobilindustrie
  - Blatt 2: Mindestanforderungen zum Einsatz von Schraubsystemen und -werkzeugen – Anwendungen im Anlagen-, Maschinen- und Apparatebau sowie für Flanschverbindungen an drucktragenden Bauteilen

### VDI/VDE 3000 – VDI/VDE 3999
- VDI/VDE 3511 Technische Temperaturmessungen
  - Blatt 1: Grundlagen und Übersicht über besondere Temperaturmeßverfahren
  - Blatt 2: Berührungsthermometer
  - Blatt 3: Meßverfahren und Meßwertverarbeitung für elektrische Berührungsthermometer
  - Blatt 4: Strahlungsthermometrie
    - Blatt 4.2: Ergänzungen – Erhaltung der Spezifikation von Strahlungsthermometern
    - Blatt 4.3: Standard-Test-Methoden für Strahlungsthermometer mit einem Wellenlängenbereich
    - Blatt 4.4: Kalibrierung von Strahlungsthermometern

  - Blatt 5: Einbau von Thermometern
- VDI/VDE 3512 Temperaturmessung für die Gebäudeautomation
  - Blatt 1: Grundlagen
  - Blatt 2: Temperaturfühler, Temperatursensoren und ihre messtechnischen Parameter
  - Blatt 3: Montage von Temperaturfühlern
  - Blatt 4: Prüfung von Temperaturfühlern